# 八丁トンネル
八丁トンネル（はっちょうトンネル）は、福岡県嘉麻市から福岡県朝倉市秋月地区にかけて整備された国道322号のトンネルである。延長3,791 m。

## 概要
同トンネルは、国道322号のバイパス「八丁峠道路（はっちょうとうげどうろ）」（延長4.5 km）として事業が進められ、未整備状態の狭隘路や異常気象時における通行規制など、八丁峠の交通における諸問題を解消するために整備されている。
2022年現在、福岡県内では最長の道路トンネルとなっており、九州の一般国道トンネルとしても国道267号久七トンネル（延長3,945m）に次ぐ長さのトンネルである。

## 歴史
- 2019年（令和元年）11月16日 - 開通[1]。